# Болл, Харви
Харви Болл (англ. Harvey Ross Ball; 10 июля 1921, Вустер, Массачусетс, США — 12 апреля 2001, там же) — американский графический дизайнер, создатель «смайлика», учредитель Всемирного дня улыбки (отмечается в первую пятницу октября).

## Биография
Харви Болл родился 10 июля 1921 года в Вустере, Массачусетс, США. 
Во время учёбы в школе он стал учеником художника, который разрабатывал знаки, а затем изучал искусство в городском музее искусств.
После службы в армии во время Второй мировой войны Болл работал художником в рекламном агентстве, затем в 1959 году основал собственное рекламное агентство Harvey Ball Advertising. В 1963 году он получил от компании State Mutual Life Assurance Company of America (с 2005 года — Hanover Insurance) заказ на изготовление значка, который бы подбодрил сотрудников после слияния с другой компанией. Так появился на свет знакомый всем «смайлик». Болл получил за свою работу 45 долларов и не оформил патент на смайлик. В итоге он не сумел заработать на своём изобретении, когда смайлик внезапно стал популярен.
В 1999 году художник основал благотворительную организацию The World Smile Corporation, которая выдаёт права на использование смайликов и организует Всемирный день улыбки. Лицензионные сборы поступают на благотворительные цели.
Болл умер 12 апреля 2001 года в Вустере от печёночной недостаточности.